# Polish Air Force Memorial
Polish Air Force Memorial (pot. Polish War Memorial) – pomnik usytuowany w zachodnim Londynie, wzniesiony by uczcić pamięć lotników polskich walczących po stronie aliantów podczas II wojny światowej. Wzniesiony z inicjatywy polskiego stowarzyszenia Polish Air Force Association, a odsłonięty w 1948 r. koło bazy RAF Northolt.
Pomnik został zaprojektowany przez Mieczysława Lubelskiego i wykonany w wapieniu, zwieńczony orłem odlanym z brązu.

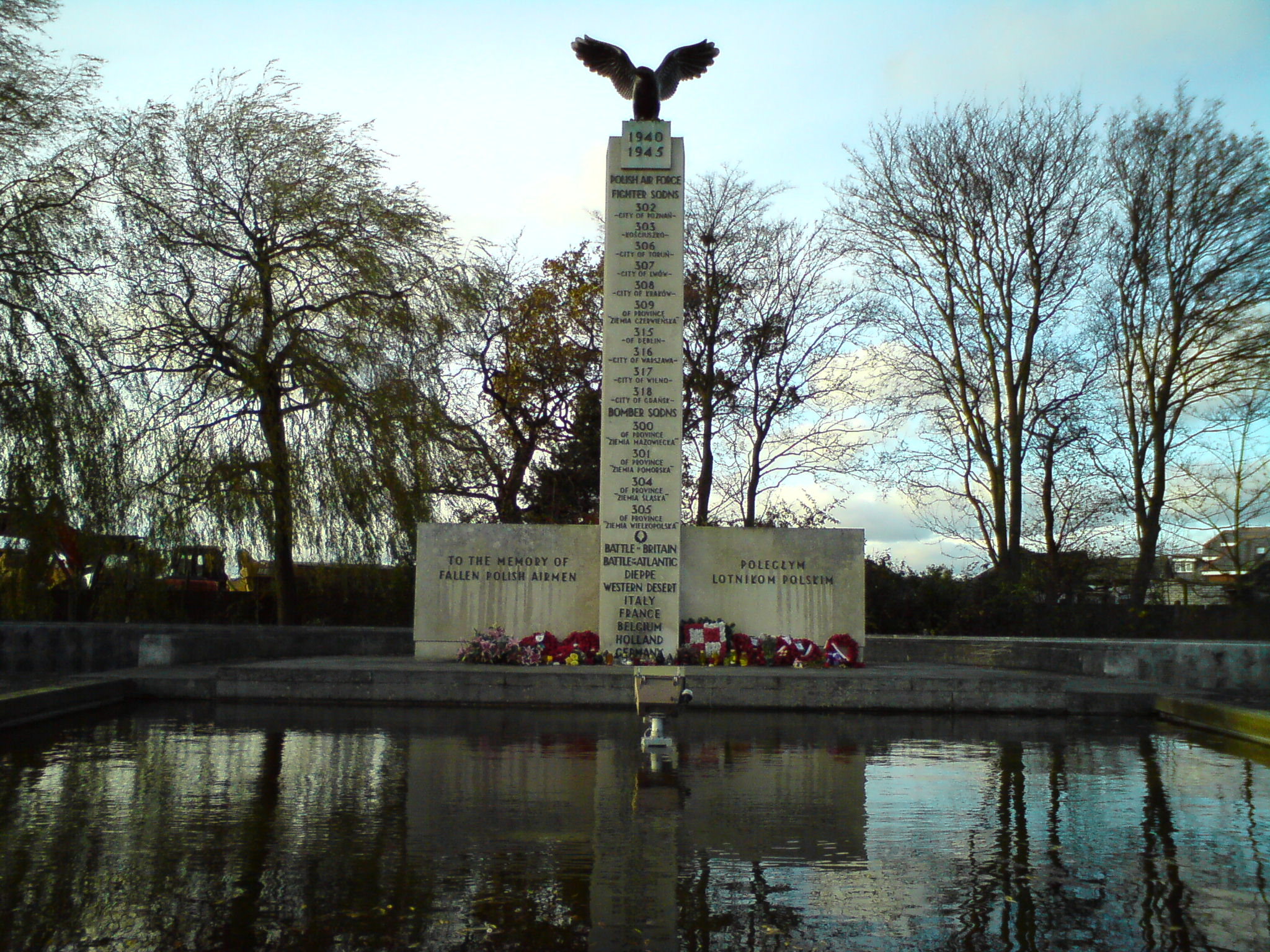